# Ромерса, Йос
Йос Андре Ромерса (нидерл. Jos André Romersa; 1 ноября 1915, Дюделанж — 6 ноября 2016, там же) — люксембургский гимнаст, участник летних Олимпийских Игр 1936 года в Берлине.

## Биография
Выступал за клуб «Унион Дюделанж». С 1934 года входил в национальную сборную Люксембурга по гимнастике. Участник чемпионатов мира 1934 года в Будапеште и 1938 года в Праге.
На гимнастическом соревновании Олимпиады-1936 в Берлине, его лучшим индивидуальным результат было 58-е место в упражнении на коне. В общем индивидуальном зачёте спортсмен занял 84-е место среди 111 участников, а в командном зачёте сборная Люксембурга заняла 12-е место среди 14 участников.
После окончания спортивной карьеры работал электриком на металлургическом предприятии ARBED. В 2008 году стал кавалером Ордена Заслуг Великого Герцогства Люксембург.

## Семья
Сын, Марк Ромерса (род. 1956), был спортсменом-легкоатлетом, специализировался на прыжках в высоту, участвовал в Олимпиаде 1976 года.